# Boczki Nowe
Boczki Nowe alias Boczki – wieś w Polsce położona w województwie łódzkim, w powiecie zduńskowolskim, w gminie Szadek nad rzeką Pichną. 
W latach 1975–1998 miejscowość należała administracyjnie do województwa sieradzkiego. 

## Znane osoby blisko związane z Boczkami
W tej wsi 15 stycznia 1847 r. urodził się i spędził 9 lat życia Wilhelm Marceli Nencki – światowej sławy twórca fizjologii i chemii mikroorganizmów. Tutaj chciał osiąść pod koniec życia, lecz śmierć w dniu 14 października 1901 r. uniemożliwiła mu zrealizowanie tego zamiaru. Jego brat Leon Piotr Nencki (1848–1904) był także lekarzem-chemikiem i znanym propagatorem higieny społecznej.

## Zabytki
Z dawnego drewnianego, parterowego dworu, zbudowanego w 1 poł. XIX w. zniszczonego pożarem 17 maja 1962 r. pozostała ruina. Przed zniszczeniami obronił się zaniedbany park o pow. ok. 2 ha, z dwiema grabowymi alejami, aleją lipową, egzemplarzami modrzewi, świerków, tui, jesionów lip, kasztanowców i pojedynczym egz. tulipanowca amerykańskiego. 
Od strony zach. zarys stawu z wysepką, na której stała altanka. 
Jedyną pamiątką po Nenckich, jest ustawiona na stosie kamieni, w końcu alei grabowej parku (od strony wschodniej) figura MB Niepokalanej z ocalałą tablicą, na której znajduje się napis: 
„Pocieszałaś, pocieszaj.
Matce Boga i ludzi,
Pocieszycielce strapionych
Jej dziecię
Małgorzata Nencka - 7 VI 1925 r.”
Odnowiona tablica jest darem Jadwigi Stasiak, mieszkanki Zduńskiej Woli. 
Na cmentarzu parafialnym w pobliskiej Rossoszycy znajduje się grobowiec rodzinny Nenckich z zachowanymi tablicami.